# Ulf Svante von Euler
Ulf Svante von Euler (Estocolmo, 7 de fevereiro de 1905 — Estocolmo, 9 de março de 1983) foi um biologista sueco. Agraciado com o Nobel de Fisiologia ou Medicina de 1970. Foi o primeiro cientista a isolar a prostaglandina.

## Pesquisa
Sua curta permanência como aluno de pós-doutorado no laboratório de Dale foi muito proveitosa: em 1931 ele descobriu com John H. Gaddum um importante princípio autofarmacológico, a substância P.  Depois de retornar a Estocolmo, von Euler continuou esta linha de pesquisa e descobriu sucessivamente quatro outras importantes substâncias ativas endógenas, prostaglandina, vesiglandina (1935), piperidina (1942) e noradrenalina (1946).
Em 1939, von Euler foi nomeado professor titular de fisiologia no Instituto Karolinska, onde permaneceu até 1971. Sua colaboração inicial com Liljestrand levou a uma descoberta importante, denominada mecanismo de Euler-Liljestrand (uma derivação arterial fisiológica em resposta à diminuição da oxigenação local dos pulmões).
A partir de 1946, no entanto, quando a noradrenalina (abreviada como NA ou NAd) foi descoberta, von Euler dedicou a maior parte de seu trabalho de pesquisa a essa área. Ele e seu grupo estudaram minuciosamente sua distribuição e destino em tecidos biológicos e no sistema nervoso em condições fisiológicas e patológicas, e descobriram que a noradrenalina era produzida e armazenada em terminais sinápticos nervosos em vesículas intracelulares, uma descoberta chave que mudou dramaticamente o curso de muitas pesquisas na área. Em 1970 foi distinguido com o Prémio Nobel pelo seu trabalho, juntamente com Sir Bernard Katz e Julius Axelrod. Desde 1953 ele foi muito ativo na Fundação Nobel, sendo membro do Comitê Nobel de Fisiologia ou Medicina e presidente do conselho desde 1965. Ele também atuou como vice-presidente da União Internacional de Ciências Fisiológicas de 1965 a 1971. Ele foi eleito membro da American Philosophical Society em 1970, membro da Academia Americana de Artes e Ciências e da Academia Nacional de Ciências dos Estados Unidos em 1972, e membro estrangeiro da Royal Society (ForMemRS) em 1973.